# Bronnerlehe
Bronnerlehe ist ein Ortsteil der oberschwäbischen Gemeinde Salgen im Landkreis Unterallgäu.

## Geographie
Der Weiler Bronnerlehe liegt etwa fünf Kilometer nordwestlich von Salgen und ist über die Kreisstraßen MN 11 und MN 3 mit dem Hauptort verbunden. Durch den Ort fließt die Östliche Mindel.

## Geschichte
Bronnenlehe wurde 1856 von Johann Baptist Mayer (1803–1892) gegründet. Damals wurde ein Wohnhaus mit einer dazugehörigen Ökonomie errichtet. 1874 wurden eine Weberei und eine Flachsaufbereitungsanlage gebaut. Seit 1922 hat Bronnenlehe ein Elektrizitätswerk. Politisch gehörte Bronnenlehe seit jeher zur Gemeinde Bronnen und wurde mit dieser am 1. Mai 1978 in die Gemeinde Salgen eingegliedert. 1921 wurde der Ort nach Salgen gepfarrt. 1966 erfolgte der Beitritt zum Schulverband Kirchheim in Schwaben.